# Oborzil Sándor
Oborzil Sándor (Csepel,[forrás?] 1942. október 5. – 2024 május) magyar labdarúgó, csatár.

## Pályafutása
A Bp. Honvéd nevelése. 1962 nyarán igazolta le az akkor NB II-s VM Egyetértés., ahol 1964 végéig játszott. 1965. március 14-én a Dorog labdarúgójaként mutatkozott be az élvonalban az Újpesti Dózsa ellen, ahol csapata 4–0-s vereséget szenvedett. 1966 és 1973 között az MTK játékosa volt. Tagja volt az 1968-as magyar kupagyőztes együttesnek. Összesen 190 bajnoki mérkőzésen szerepelt és 23 gólt szerzett. 1973 nyarán a DVTK-ba igazolt.

## Sikerei, díjai
- Magyar Népköztársasági Kupa (MNK)
  - győztes: 1968